# 多奈
多奈（法語：Donnay，法語發音：[dɔnɛ] ⓘ）是法国卡尔瓦多斯省的一个市镇，属于卡昂区。

## 地理
多奈（48°57'13"N, 0°25'2"W）面积11.19 平方千米，位于法国诺曼底大区卡爾瓦多斯省，该省份为法国西北部沿海省份，北濒大西洋英吉利海峡，东北与滨海塞纳省以海上边界相接，东临厄尔省，南至奧恩省，西与芒什省接壤。
与多奈接壤的市镇（或旧市镇、城区）包括：孔布赖、埃松、梅莱、桑格莱地区皮埃尔菲特、圣奥梅尔、博讷伊、塞尼莱苏尔斯。

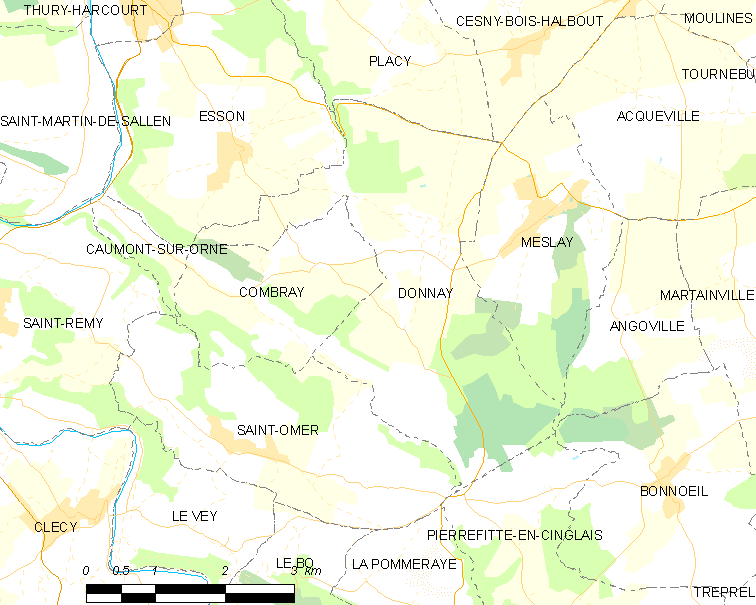
多奈的OSM定位图

多奈的时区为UTC+01:00、UTC+02:00（夏令时）。

## 行政
多奈的邮政编码为14220，INSEE市镇编码为14226。

## 政治
多奈所属的省级选区为勒奥姆县。

## 人口

1962-2008年间多奈人口变化图示

多奈于2022年1月1日时的人口数量为318人。